# Otilonio bromuro
L'otilonio bromuro è un sale (bromuro) di ammonio quaternario. È un agente spasmolitico, particolarmente attivo sulla muscolatura liscia del tubo digerente. La sostanza è un principio attivo usato come antispasmodico intestinale, il cui meccanismo di azione ancora non è totalmente compreso in base a quanto riportato nella letteratura medica. In Italia il farmaco è venduto dalla società farmaceutica Menarini con il nome commerciale di Spasmomen, nella forma farmaceutica di confetti. Viene inoltre commercializzato dalla medesima società anche come associazione precostituita otilonio bromuro e diazepam con il nome di Spasmomen somatico.

## Farmacodinamica
Otilonio bromuro agirebbe direttamente sulla contrazione muscolare, con l'effetto di annullare lo spasmo muscolare, sopprimendo così il dolore e ripristinando il normale funzionamento degli organi e visceri coinvolti. Probabilmente tale effetto implica un blocco del rilascio del calcio dai depositi intracellulari, una interferenza con sistemi calmodulina dipendenti, e verosimilmente comporta anche il blocco del rilascio di trasmettitori dalle terminazioni nervose che innervano le cellule muscolari lisce a livello dei visceri.

L'effetto inibitorio sulla motilità di diverse aree del sistema digestivo provocato da otilonio bromuro, quando co-somministrato con diazepam, è indipendente rispetto a quello della benzodiazepina e dà luogo ad effetti additivi o addirittura ad un effetto di potenziamento.

Il farmaco oltre all'effetto selettivo miorilassante e spasmolitico, è privo degli effetti collaterali propri dei farmaci anticolinergici o degli effetti sistemici degli antagonisti dei canali del calcio. Gli studi clinici e l'esperienza post-marketing evidenziano come otilonio bromuro agisca sullo spasmo e sull'ipertono della muscolatura liscia senza alterare la normale peristalsi intestinale.

## Farmacocinetica
Dopo somministrazione orale l'assorbimento del farmaco nel tratto gastrointestinale è minimo. Studi sperimentali effettuati su pazienti volontari sani dimostrano che otilonio bromuro marcato con C14 dopo assunzione orale viene riscontrato nel plasma umano solo in tracce.

La maggior parte della piccola quota di farmaco assorbita viene eliminata dall'organismo attraverso la bile e può essere recuperata nelle feci, in forma quasi completamente immodificata, come dimostrato da esami cromatografici delle feci stesse. Questi risultati discendono dalla scarsa liposolubilità del composto.

## Usi clinici
Otilonio bromuro viene utilizzato nel trattamento della sindrome del colon irritabile, di altri disturbi funzionali dell'intestino e del dolore addominale, acuto e cronico, in particolare se legato a spasmo della muscolatura liscia. Viene inoltre utilizzato nel trattamento delle sindromi dolorose del tratto gastroenterico, del tratto urinario e del tratto genitale femminile.

## Effetti collaterali ed indesiderati
In corso di trattamento si possono osservare senso di secchezza delle fauci, disturbi dell'accomodazione visiva, cardiopalmo e tachicardia. Inoltre alcuni soggetti possono riferire sonnolenza, nausea, vertigini o confusione, dolore addominale, cefalea e ritenzione urinaria.

## Controindicazioni
Il farmaco è controindicato nei soggetti con ipersensibilità nota al principio attivo.
Tra le precauzioni per l'uso, analogamente ad altre sostanze dotate di azione antagonista muscarinica, otilonio bromuro va usato con cautela e sotto il consiglio del medico nei soggetti affetti da ipertrofia prostatica, glaucoma, tendenza alla ritenzione urinaria, ileo paralitico.

## Dosi terapeutiche
Nell'adulto la dose consigliata è pari a 20–40 mg (equivalenti ad 1 o 2 confetti), dalle 2 alle 3 volte al giorno e preferibilmente dopo l'assunzione di cibo.

In ogni caso la posologia deve essere attentamente stabilita dal medico curante e guidata dalla risposta individuale alla terapia, poiché sia la dose terapeutica massima che la durata del trattamento non sono stati ancora completamente definiti.

## Gravidanza e allattamento
Otilonio bromuro non deve essere utilizzato nel primo trimestre di gravidanza. Nelle donne gravide a partire dal secondo trimestre e nelle donne che allattano al seno il farmaco deve essere utilizzato solo nei casi di effettiva necessità e dopo una attenta valutazione del rapporto rischio/beneficio.